# Atriplex frankenioides
Atriplex frankenioides là loài thực vật có hoa thuộc họ Dền. Loài này được Moran mô tả khoa học đầu tiên năm 1975.